# 什切青旧城
什切青旧城，又譯斯塔加德（波蘭語：Stargard）是波兰西北部波美拉尼亚地区的一个城市，斯塔加德县首府，位于伊纳河畔，人口約6.6萬。该城在1975年至1998年间属什切青省。舊譯波美拉尼亞的施塔加德（德語：Stargard in Pommern）或伊納河畔施塔加德（德語：。
該城市的名稱來自卡舒比语，stari意為老的，gard或gôrd意為城鎮，此種意思仍然存在於當地的卡舒比人中。但是也有專家認為該城的名稱來自於原始諾斯語的兩個單詞：starn（意為星星，同英語star）和gate（意為門，同英語gate）。

## 友好城市
- 德国 埃尔姆斯霍恩
- 拉脫維亞 萨尔杜斯
- 丹麦 斯劳厄尔瑟
- 德国 施特拉尔松德
- 荷蘭 韋亨